# Сожители
«Сожители» (англ. Crashing) — британский комедийно-драматический телесериал, созданный Фиби Уоллер-Бридж, и транслировавшийся на канале Channel 4 с 11 января по 15 февраля 2016 года.

## Сюжет
Шоу рассказывает о группе молодых людей, живущих вместе и присматривающих за заброшенным госпиталем, в обмен получая низкую арендную плату.

## Актёрский состав

### Основной состав
- Фиби Уоллер-Бридж — Луиз «Лулу»
- Джонатан Бейли — Сэм
- Джули Дрей — Мелоди
- Луиз Форд — Кейт
- Дэмьен Молони — Энтони
- Эдриан Скарборо — Колин Картер
- Амит Шах — Фред Патини

### Второстепенный состав
- Локи Чапман — Уилл
- Сьюзан Уокома — Джессика
- Кэти Бёрк — тётя Глэдис

## Эпизоды
| № в сезоне | Название               | Режиссёр    | Автор сценария    | Дата премьеры   |
| ---------- | ---------------------- | ----------- | ----------------- | --------------- |
| 1          | «Эпизод 1» «Episode 1» | Джордж Кейн | Фиби Уоллер-Бридж | 11 января 2016  |
| 2          | «Эпизод 2» «Episode 2» | Джордж Кейн | Фиби Уоллер-Бридж | 18 января 2016  |
| 3          | «Эпизод 3» «Episode 3» | Джордж Кейн | Фиби Уоллер-Бридж | 25 января 2016  |
| 4          | «Эпизод 4» «Episode 4» | Джордж Кейн | Фиби Уоллер-Бридж | 1 февраля 2016  |
| 5          | «Эпизод 5» «Episode 5» | Джордж Кейн | Фиби Уоллер-Бридж | 8 февраля 2016  |
| 6          | «Эпизод 6» «Episode 6» | Джордж Кейн | Фиби Уоллер-Бридж | 15 февраля 2016 |

## Производство
Шоу было написано Уоллер-Бридж на основе её двух коротких пьес. Место действия сериала было вдохновлено Мидлсекским госпиталем — заброшенной больницей, расположенной неподалёку от офисов производственной компании Big Talk Productions.

## Принятие
Сериал получил положительные отзывы критиков. За свою работу над шоу Уоллер-Бридж была номинирована на премию BAFTA Craft.